# Сперанская, Екатерина Николаевна
Екатерина Николаевна Сперанская  (1899, Санкт-Петербург — 1979, Ленинград) — советский учёный-физиолог, доктор медицинских наук (1935), профессор (1956), член-корреспондент АМН СССР (1957).

## Биография
Родилась в 1899 году в Санкт-Петербурге.
В 1923 году окончила медицинский факультет Первого Ленинградского медицинского института, будучи студенткой, выполнила две работы по вопросам регуляции кровообращения в лаборатории профессора И. П. Павлова.
С 1924 по 1925 годы была ассистентом кафедры физиологии 1-го ЛМИ. С 1925 года — ассистент отдела фармакологии Института экспериментальной медицины, с 1933 по 1945 годы — заведующая лабораторией эндокринологии Всесоюзного института экспериментальной медицины.
В 1935 году защитила докторскую диссертацию. В 1939 году получила звание профессора. С 1945 года — заведующая лабораторией эндокринологии в Институте эволюционной физиологии и патологии высшей нервной деятельности АМН СССР. с 1932 по 1942 годы одновременно была доцентом, а затем заведующей лабораторией и профессором кафедры физиологии Ленинградского государственного университета.
Во время Великой Отечественной войны работала в госпиталях Ленинграда. С 1951 по 1953 годы — заведующая кафедрой фармакологии Ленинградского ветеринарного института.
E. Н. Сперанской был разработан оперативный метод изучения нарушений функции печени, который дал возможность исследовать пути поступления в печень инсулина и его физиологическое действие на печень. E. Н. Сперанской установлено, что удаление гипофиза или нарушение функции щитовидной железы ведет к снижению синтетической и дезинтоксикационной способности печени, показано влияние эндокринных желез на секрецию и моторику тонкой кишки и желудка, выявлена роль эндокринных факторов в деятельности нервной системы, связь функционального состояния коры головного мозга с эндокринными сдвигами, получены данные об условнорефлекторной регуляции инкреции инсулина, о механизме действия гормонов щитовидной железы на кору головного мозга, её влиянии на течение сахарного диабета.
Умерла в 1979 году в Ленинграде, похоронена на Серафимовском кладбище (участок 28-2).

## Награды
- Орден Ленина